# مقاطعة مورغان (إنديانا)
مقاطعة مورغان (بالإنجليزية: Morgan County, Indiana)‏ هي إحدى مقاطعات ولاية إنديانا في الولايات المتحدة. تأسست سنة 1822، بلغ عدد سكانها 68894 نسمة في عام 2010 حسب إحصاء مكتب تعداد الولايات المتحدة وتصل الكثافة السكانية فيها 65.44 نسمة/كم2.

## أعلام
- إدنا باركر

## وصلات خارجية
- United States Counties